# Blusbueb
Blusbueb ist ein Schweizer Mundart-Rockmusiker.
Mit Rock in Berner Dialekt und satirisch-komischen Texten hat Blusbueb 2004 auf sich aufmerksam gemacht. Auf seiner ersten CD Super Tortas Gigantes nimmt er unter anderem den Schweizer Musiker Gölä aufs Korn. Das Album gelangte im November 2004 für eine Woche auf Platz 87 der Schweizer Charts. Es folgte 2005 eine Tour durch die Schweiz mit der Liveband Los Geglos. Blusbueb trat bei seinen Konzerten immer mit Schnauz, Sonnenbrille und Mütze auf. Im Spätsommer 2006 folgte das zweite Album Fress di Rüebe.
Während die Identität des Musikers zunächst nicht bekannt war, gab später Bruno Maurer (* 1980 in Aarau, auch Duo Pasta del Amore mit Christian Gysi) an, dass es sich bei dem „Medienphänomen“ Blusbueb um eines seiner Projekte gehandelt habe. Auch Frank Niklaus war daran beteiligt.

## Diskografie

### Alben
- 2004 – Super Tortas Gigantes (Ffr / Nation Music)
- 2006 – Fress di Rüebe (Ffr / Nation Music)

### Singles
- 2006 – Viva El Capitan (Ffr / Nation Music)